# Acqueville, Calvados

Acqueville este o comună în departamentul Calvados, Franța. În 1 ianuarie 2018 avea o populație de 187 de locuitori.